# Médard Lusadusu
Médard Lusadusu Basilwa (Kibunzi, 5 marzo 1958) è un allenatore di calcio congolese (Repubblica Democratica del Congo).

## Carriera
Ha allenato il Motema Pembe nel 1982. Nel 1984 è tornato ad allenare il Motema Pembe. Nel 1988 è stato ingaggiato dall'AS Dragons. Nel 1991 ha firmato un contratto con il Sodigraf, squadra che ha allenato fino al 1999, salvo una parentesi nel 1996 come commissario tecnico della Nazionale zairiana, con cui ha partecipato alla Coppa d'Africa 1996. Nel 1999 è diventato commissario tecnico della Nazionale congolese, con cui ha partecipato alla Coppa d'Africa 2000. Dal 2002 al 2011 ha allenato il Mangasport. Nel 2011 è stato ingaggiato dal Vita Club. Nel 2012 è tornato ad allenare il Motema Pembe, club che aveva allenato all'inizio della propria carriera. Nel 2014 ha firmato un contratto con il Sanga Balende. Nel 2015 è diventato allenatore dello Sporting Cabinda, restando in carica fino all'anno successivo.

## Palmarès

### Club

#### Competizioni nazionali
- Campionato gabonese di calcio: 4

Mangasport: 2004, 2005, 2006, 2007-2008
- Coppa del Gabon: 2

Mangasport: 2005, 2007
- Supercoppa del Gabon: 2

Mangasport: 2006, 2008